# Невесиње
Невесиње је градско насеље и сједиште истоимене општине у Републици Српској, БиХ. Према прелиминарним подацима пописа становништва 2013. године, у насељеном мјесту Невесиње укупно је пописано 5.162 лица. Први пут се спомиње као жупа у 12. вијеку, а као град у 14. вијеку.

## Географски положај
Општина Невесиње је брдско-планински рејон са просјечном надморском висином од 860 метара, а карактерише је велико крашко поље укупне површине 18 хиљада хектара. Клима је континентална са дугим и хладним зимама и кратким и топлим љетима. Највише падавина је у касну јесен и прољеће.

## Историја
Најчешће се тврди да је Невесиње добило назив према латинским ријечима за сњежну пустињу (лат. Neuesigne) од кога су настали облици Netuisina и Netusina и коначно Невесиње, а постоји и друга верзија према којој је назив настао по љековитој биљци девесиљ (девет сила) која се и данас користи у неким словенским језицима и може се чути у варијантама девесињ, невесиљ и невесињ, према коме је могао настати назив Невесиње.
Љетопис попа Дукљанина спомиње Невесиње у 12. вијеку, као дио подгорских жупа.
Први поуздани историјски податак о Невесињу налази се у љетопису Пећке патријаршије, у коме се каже да је Сава Немањић у Невесињу 1219. године поставио првог хумског епископа. У дубровачким изворима Невесиње се први пут помиње 1281. године. У дубровачким архивима похрањени су бројни уговори између занатлија и других даваоца услуга из данашњег Невесиња и Дубровачке републике. Највећи удио трговине између Дубровчана и Невесињаца потпадао је на трговину стоком и пољопривредним добрима.
Невесињски крај био је поприште бројних пљачки и разбојништва, што је више пута евидентирано у дубровачким архивима.
Жупско сједиште невесињске жупе и главни град био је Вјенчац – Винчац; касније и кнежевско сједиште. Град се налазио изнад садашњег градског насеља, локални назив Кнежаца, Кнежак или Град. Видљиви су и данас остаци војничког утврђења и градских зидина.
У првим деценијама 14. вијека Невесињем је владала породица Санковића, који су били утицајни и редовно су учествовали у зборовима босанских великаша као представници Хумске земље. Овај властелински род Невесиња, Загорја (област Калиновика) и проширених крајева: Дабар, Попово, Приморје и Конавли, био је политички веома активан у босанској држави (1330—1404).
Невесињем су Санковићи владали у другој половини 14. вијека и све до 1404. године, кад су их покорили Влатко Вуковић и Павле Раденовић, владари сусједних области, а Конавле, њихову територију између себе подијелили. То је било 1391. године.
У невесињском крају се налази велики број стећака. Свако село у невесињској општини садржи стећке, док село Крекова има највише средњовјековних некропола на подручју Босне и Херцеговине.
Присвајањем Захумља 1404. године у коме је било и Невесиње, војвода Сандаљ Хранић Косача – насљедник Влатка Вуковића, боравио је неко вријеме у Невесињу. Историјски извори забиљежили су да је 31. јула 1421. године војвода Сандаљ Хранић боравио у Невесињу и примио дубровачке посланике, као и 12. септембра 1430. године. Да су Косаче често боравиле и столовале у Невесињу, говори и податак да је 10. октобра 1435. године херцег Стефан издао повељу „Под градом Вјенчацем на Невесињу“. У римско доба кроз Невесиње је ишао пут из долине Неретве на Биоград и Заборане, за сарајевско поље, што говори о значају овог простора и у томе времену.
Године 1463. турски штаб је био успостављен у околини Невесиња. Кроз неколико година освојили су и ставили под своју управу читаву жупу. Управо тим старим римским и средњовјековним путем, на Заборане из правца Сарајева у прољеће 1465. године дошли су Турци и успоставили свој логор у невесињском пољу одакле су даље кренули у освајање Гацка, Билеће и Требиња.
Већ од 12. јуна 1469. године у Невесињу се помиње војвода турског поријекла. Прво столовање Турака било је у Жиљеву — четири километра од Невесиња.
Турским освајањима су погодовале несугласице између локалних господара.
Дубровчани су по обичају новом господару Невесиња – војводи Хусеину послали дар у августу 1470. године. Невесиње има и кадију од исте године, дакле успостављена је потпуна власт. Доласком Турака у град Виначац-Вјенчац почиње да стагнира, а данас су на томе мјесту видљиви бедеми и зидине војничке куле. Срушена кула, зарасли и порушени бедеми још увијек подсјећају на некадашњи значај овога града у коме су столовали жупани и кнежеви, као и на бурну историју овог града и његовог народа.
Под турском влашћу раније жупно уређење се претвара у нахију.
Турци су извршили попис становништва по селима прво 1468-1469 и потом 1475-1477. Већина села која се спомињу у средњем вијеку садржала су до данас исте називе. У доступним дефтерима примјећен је и прелазак дијела становништва на Ислам, највероватније због високих даџбина и намета.
Историја ових простора (посебно турски период), протекла је у супротстављању зулуму, самовољи и феудалном кулуку, трпљењу и борби за самоодржање, освајање слободе, очување националног и духовног идентитета, етичких и културних вриједности.
Период 19. и 20. вијека испуњен је ратовима за слободу и уједињење. Најзначајнији догађај овог периода је, несумњиво, Невесињска пушка, испаљена 23. јуна 1875. године у Бишини, на Четној пољани из руку невесињског хајдука и харамбаше Пера Тунгуза и његове чете. Овај устанак дао је сигнал читавој бунтовној Херцеговини да се дигне на устанак да би врло брзо прерастао у велику источну кризу — питање даљег опстанка турске царевине на Балкану, као и подјелу њених територија на томе простору. Због тога је овај устанак врло брзо изгубио локални значај, што су биле раније буне, и добио европски значај, као ниједан догађај друге половине 19. вијека у земљама под турском влашћу. Овај устанак који је почео у Невесињу, познат је у историји као Невесињска пушка уврстио је овај град (Невесиње) у уџбенике опште историје свих земаља свијета.
Најчешћи почетак буна и устанака био је одговор на неподношљиви терор да би се дошло до слободе. Ниједан успјех на томе путу није се могао постићи без великих жртава, и та борба увијек је била са противницима много јачим од себе. Бунама и устанцима обично је претходио сабор и договор главара код манастира и цркава који су имали снагу закона и упутство за борбу. Тако је било и пред почетак Невесињске пушке 1875. године. На Малу Госпојину – 8. септембра 1874. године код цркве у селу Биоград, Невесиње, сазван је збор народних првака Невесиња на коме су вође народа у Херцеговини Јован Гутић, Симун Зечевић, Илија Стевановић, Тривко Грубачић, Продан Рупар и Петар Радовић одлучили да се крене са устанком у прољеће наредне године.
Бројни су узроци овом устанку, али је непосредан повод био напад чете харамбаше Пера Тунгуза на турски караван у Бишини (пут Мостар-Невесиње), на Четној пољани, дана 23. јуна (по новом – 5. јула) 1875. године и убио седам турских кириџија. Кроз два дана у цркви у Кифину Селу 25. јуна – (7. јула), донесена је одлука да се акција за устанак убрза и у осталим срезовима Херцеговине. Устаничке чете већ 27. јуна (9. јула) у селу Крекови су отпочеле прву борбу. То је прерасло у општеевропску кризу. Устаници који су кренули у тај устанак нису ни слутили такав његов исход Берлинским конгресом. Вјеровали су да крв дају за велико дјело – народну слободу и народно уједињење. Умјесто тога вољом великих сила, овом народу и овом простору једно ропство замијењено је другим (умјесто Турске ове просторе окупирала је Аустроугарска). Ове одлуке разочарале су вође и народ, али и отријезниле у борби до коначног циља, ослобођења и уједињења 1918. године.
Да је незадовољно новом аустроугарском влашћу Невесиње је врло брзо показало (опет први у окупираној БиХ), устанком 1882. године у Улогу (Невесиње)
Слободарски дух Невесиња се исказао и кроз добровољачки покрет (у Балканским ратовима и кроз солунске добровољце — њих око 1.000). Невесиње је вјечно каљено у отпору, па ни покрет Млада Босна није могао без невесињског надахнућа — жртвом Богдана Жерајића – члана ове организације.
Невесиње је било и љетовалиште, 1936. је проглашено за ваздушну бању.
Своје слободарско опредјељење Невесиње је показало и у организовању демонстрација 27. марта 1941. године (што је учинило мало градова) и тиме јасно ставили до знања шта мисле о новој власти и на што су спремни. То су потврдили потпуним одзивом у Априлском рату 1941. године.
Јунски устанак (општи и први у окупираној Југославији) био је трећа Невесињска пушка у посљедњих 70 година. Овај устанак је по свом значају и далекосежним посљедицама у многом надмашио све претходне буне и устанке, чак и онај из 1875. године, јер је дигнут против најмоћније војне алијансе Трећег рајха у дотадашњој свјетској историји под чијом се окупацијом налазила готово читава Европа. Невесињски јунски устанак почео је 3. јуна 1941. године и био је први организовани оружани устанак у поробљеној Европи. Да је био први устанак још званично није признат, али нико га није оспорио, већ га је само игнорисао, јер његовим признавањем и стављањем на мјесто које му у националној и општој историји припада, не би се уклапао у политички договорене датуме почетка оружаних устанака 1941. године у појединим републикама Југославије.
Невесиње је и током рата у БиХ било на удару освајача, али су борци Невесињске бригаде успјешно одбранили град од далеко бројнијег непријатеља и заштитили свој народ и територију. Најпознатије су борбе у Првој митровданској офанзиви 1992. и Другој 1994.

## Спомен-костурница
У Невесињу се налази спомен костурница у којој се чувају тијела Срба који су нестали на подручју Херцеговине у периоду од 1992. до 1995.

## Привреда
На подручју општине Невесиње под високим економским шумама четинара и лишћара налази се 6.658 хектара и највећим дијелом се користе за потребе дрвопрерађивачке индустрије. Под пољопривредним земљиштем обрадивог типа налази се 10.820 хектара. Планински пашњак Морине обухвата површину од 2.040 хектара и идеалан је простор за узгој ситне стоке. Код индивидуалних пољопривредних произвођача (фармера) налази се 7.500 говеда, 30.000 оваца и 4.000 свиња у товној сезони. Од руда, утврђена су налазишта боксита и угља чија економска валоризација није утврђена. Невесиње пружа велике могућности у производњи житарица, воћа, поврћа и меса и конкурише као средина на ширем подручју за производњу здраве хране.

## Болница
Године 2014. године отворена је савремена Болница у Невесињу уз велику помоћ Фондације Михајло Лабало.

## Спорт
Невесиње је сједиште великог броја спортских колектива. Најстарије је Српско соколско друштво „Невесињска пушка“, а издвајају се и фудбалски клуб Вележ, рукометни клуб Херцеговина и клуб малог фудбала Невесиње.

## Становништво
|  |  |

| Националност       | 2013. | 1991. | 1981. | 1971. | 1961. | 1953. | 1948. |
| Срби               | 5.125 | 3.260 | 2.622 | 2.268 | 1.625 |       | 917   |
| Муслимани          | 5     | 631   | 593   | 641   | 260   |       |       |
| Југословени        | ―     | 104   | 304   | 25    | 323   |       |       |
| Хрвати             | 6     | 39    | 59    | 91    | 109   |       | 48    |
| Црногорци          |       |       | 13    | 12    | 9     |       |       |
| Словенци           |       |       | 4     | 3     | 2     |       |       |
| Албанци            |       |       | 6     | 4     | 4     |       |       |
| Македонци          |       |       |       |       | 7     |       |       |
| остали и непознато | 26    | 41    | 4     | 10    | 10    |       | 30    |
| Укупно             | 5.162 | 4.075 | 3.605 | 3.055 | 2.349 |       | 1.615 |

| Демографија | Демографија | Демографија |
| Година      | Становника  | Становника  |
| ----------- | ----------- | ----------- |
| 1948.       | 1.615       |             |
| 1953.       | 6.109       |             |
| 1961.       | 2.349       |             |
| 1971.       | 3.055       |             |
| 1981.       | 3.605       |             |
| 1991.       | 4.075       |             |
| 2013.       | 5.162       |             |